# Oradarea crenulata
Oradarea crenulata is een vlokreeftensoort uit de familie van de Calliopiidae. De wetenschappelijke naam van de soort is voor het eerst geldig gepubliceerd in 1995 door Alonso de Pina.